# Аарон бен Элиа
Аарон бен Илия (или Аарон бен Илия Младший, или Аарон бен Илия Позднейший, или Аарон бен Илия Никомедийский; ум. 1369) — караимский богослов.

## Биография
Аарон бен Илия родился в первой половине XIV века. Для отличия от другого караимского богослова, Аарона бен-Иосифа Старшего, он был назван Аароном Младшим, или Позднейшим; жил в Никомедии, в Малой Азии (отсюда и его прозвище), но последние годы своей жизни провёл в Константинополе — центре караимской науки в то время.
О его частной жизни известно мало. В караимстве Аарон бен Илия занимает почти такое же место, какое занимал Маймонид в раввинском иудаизме. В действительности Αарон бен Илия, по-видимому, поставил себе задачей жизни соперничать со знаменитым каирским мудрецом Моисеем Маймонидом, в то же время защищая доктрины своей религии от нападок последнего. С этой целью он усердно изучал философскую литературу мусульман и евреев, знакомясь как с раввинской письменностью, так и с произведениями своих караимских предшественников.
Взяв за образец Маймонидов «Морэ Небухим» и подражая ему в плане и стиле, Аарон бен Илия написал своё философское сочинение «Эц Хаим» («Древо жизни»), которое было окончено им в 1346 году.
В 1354 году, будучи уже в Константинополе, он написал книгу «Ган Эден» («Сад эдемский») о библейских заповедях и наконец в 1362 году «Кетер Тора» («Венец закона»), обширный комментарий к Пятикнижию.
Аарон бен Илия не был так независим в суждениях как Маймонид, к которому питал большое уважение; он был лишь хорошим компилятором и скорее эклектиком, чем самостоятельным мыслителем. Однако он сумел вернуть караимам некоторую долю их литературной славы, которая стала меркнуть со времён Гаона Саадии, начавшего систематическую борьбу против них. Подобно Аарону Старшему, он содействовал возрождению караимского богословия; но эта заслуга не была по достоинству оценена Генрихом Грецем.
Нельзя отрицать, что Αарон бен Илия, подражая Маймониду, кое-где и критиковал его работы. Автор «Морэ Небухим» (I, 17) расходится с мотазилитами по вопросу об их системе Калама (рационализма). Чтобы согласовать откровение с философией, в особенности в вопросе о сотворении мира, мотазилиты сочетали атомизм с теориями Аристотеля, между тем как Маймонид, в отличие от Аристотеля, защищает догму творения, пользуясь его же доказательствами. Аарон бен Илия в свою очередь выступает против аристотелизма и, подобно остальным караимским богословам, является приверженцем либеральной системы мотазилитов. Согласно с этим он в самом начале своей книги «Эц Хаим» заявляет, что теология Калама — натуральная религия, до которой Авраам дошёл путём размышлений и которая систематизирована Моисеевым законом; греческая же философия, воспринятая христианством, враждебным иудаизму, есть инородный, чуждый продукт и вредна для развития Торы в чистом её виде. Он далее заявляет, что предметом его книги будет восстановление и более ясное изложение Калама.
Из 114 глав, которые содержит эта книга, первые 15 посвящены вопросу и доказательствам существования Бога, Его бестелесности и сотворённости мира. В следующих 47 главах Аарон бен Илия объясняет библейские антропоморфические выражения как фигуральные изображения божественного творчества и божественной мощи и при этом нередко буквально или в сокращённом виде повторяет слова Маймонида, хотя сам утверждает, что Маймонид в этом отношении держался воззрений Иегуды Гадасси, сочинение которого «Эшкол га-Кофер» появилось на 29 лет раньше, чем «Яд га-Хазака» Маймонида. У Αарона, как и у Маймонида, библейская теофания Иезекииля символизирует физические силы, равно как и Скиния с её символами. Доказывая в следующих главах единство Бога, автор возражает Маймониду и Гадасси, которые отвергают почти все атрибуты Божества, кроме отрицательных.
Аарон бен Илия выставляет мощь, всеведение, волю и бытие как положительные, от Его существования неотделимые атрибуты и, следовательно, нисколько не посягающие на понятие о Его единстве. Затем он переходит к рассмотрению общепринятых наименований Бога, обозначающих Его деятельность в отличие от Его специфического имени «Ягве» или Тетраграмматона, которое обозначает само бытие как сущность Божества. В главах 78—95 рассматривается божественное Провидение в его отношении ко злу в четырёх формах: физической и психической, моральной и не моральной. Предшествующие караимские философы, например Иосиф аль-Басир (Гарое) и Иешуа, опираясь на взгляды Аристотеля, разделяемые и Маймонидом, утверждали, что зло есть недостаток, присущий только материи, и потому оно не может быть приписано Богу, разве только в том случае — и это прекрасно доказывается Аароном бен Илия и его предшественниками — если Бог посылает его людям как средство для нравственного исправления.
В то время, как Маймонид признаёт особое божественное Провидение только для человека, отрицая его для неразумных существ, Аарон бен Илия простирает божественное Провидение на все твари, принимая, по караимской теологии, что всеведение Бога включает в себе и любовь ко всему существующему. Руководящим началом божественного творчества он не считает, подобно Маймониду, мудрость Бога, а Его справедливость. Выдвигая превосходство нравственной силы над интеллектуальной, Аарон бен Илия становится на более высокую точку зрения по отношению к страданиям праведников, чем Маймонид и некоторые из караимских предшественников богослова, трактующих о «темуре» (закон воздаяния за страдания, распространяющийся и на животный мир); ссылаясь на судьбу Авраама и Иова, он считает доброту божественным началом, лежащим в основе посылаемых человеку для его душевного блага испытаний. В понимании мировых целей человек ограничен, но он должен удовлетворится мыслью, что высшую конечную цель он сам достигает в качестве слуги Божьего.
Начиная с 95 главы до конца, книга Аарона бен Илия трактует об откровении и законе, о совершенствовании души, о её бессмертии и будущем блаженстве. Оба древа в раю, Древо жизни и Древо познания, Аарон считает символами высших и низших свойств человеческой природы; после грехопадения потребовалось установление ряда заповедей Божьих, пока наконец закон не стал средством полного возрождения дуалистической природы человека. Затем автор переходит к разбору сущности пророчества вообще и, в частности, высшей ступени его развития, выразившейся в лице Моисея, а отсюда к разбору самого закона и различных предписаний, данных с целью совершенствования как отдельной личности, так и всего рода человеческого. Закон Моисея был предназначен и дан для всех народов и никогда не может быть ни изменён, ни исправлен или (как того требуют раввинисты) дополнен устным законом.
Рассуждения Αарона бен Илии о бессмертии души резко отличаются от рассуждений на эту тему Маймонида и всех последователей Аристотеля, ибо Аарон основывает его, главным образом, на нравственном принципе, требующем возмездия и воздаяния. Но вследствие этого его эсхатология, будучи наполовину рационалистической и наполовину мистической, представляет пёстрое смешение различных воззрений. Книга Аарона заканчивается призывом к покаянию.
В своём большом сочинении о заповедях, озаглавленном «Ган Эден» и состоящем из 25 отделов и 194 глав, Аарон бен Илия применяет рационалистическую систему, сходную с той, которую проводил Маймонид в своём «Морэ Небухим». В этой книге он начинает с того же, о чём говорил уже в «Эц Хаим», а именно, что внедрение веры в единство Божие, а в особенности в Его управление вселенной, есть основная цель всякого отдельного предписания закона; поэтому мы и должны доискиваться цели каждого предписания. Субботний день дан с целью укоренить веру в высшего Творца вселенной, между тем как остальные праздники установлены для противодействия влиянию язычества и фатализма. Два отдела этого сочинения появились отдельными книгами: одна состоит из 5 отделов и 22 глав о «шехите» (законы об убое скота), а другая («Цофнат Па’ан-эах» — тайновед) содержит 8 глав о кровосмесительных браках. Всё сочинение даёт наилучшее и наиболее полное изложение караимской системы толкования Моисеева закона и беспристрастную критику взглядов всех предшественников Аарона. Благодаря этому сочинению Аарон бен Илия оказал громадное влияние на развитие караимизма.
Третье сочинение Αарона бен Илии, «Кетер Тора», составлено по образцу комментария Ибн-Эзры к Пятикнижию. Оно содержит обзор философских и экзегетических толкований всех предшественников автора с правильной критической оценкой их, способствующей более полному пониманию и освещению его исследования. Особенного внимания заслуживает предисловие, в котором изложены главные различия между раввинистами и караимами по отношению к библейской экзегетике.
Сочинение «Эц Хаим», рукописи которого находятся в Лейдене, Мюнхене, Вене и Лейпциге, напечатано с обширным комментарием («Ор га-Хаим») Симхи Исаака Луцкого и с индексом Калеба Афендопуло в Евпатории, в 1847 году. Ему предшествовало критическое издание с тем же (но неполным) индексом и с немецкими примечаниями Франца Делича, появившееся в Лейпциге в 1841 году. Кроме комментария Луцкого, существуют в рукописи два других комментария: один «Дерех Слула» Симхи Гакогена Газакена, а другой — сокращённый «Эц га-Даат» Моисея Калаи. Сочинение «Кетер Тора» существует в евпаторийском издании (1866), а рукописно в Бодлеянской библиотеке в Оксфорде, в Вене и в Лейпциге. «Ган Эден» имеется в евпаторийском издании 1864 года, в рукописном же виде в Лейдене и Лейпциге.
Аарон бен Илия умер в 1369 году в городе Константинополе.